# Acanthoderes thammi
Acanthoderes thammi là một loài bọ cánh cứng trong họ Cerambycidae.